# Everything's Ruined
Everything's Ruined è un singolo del gruppo musicale statunitense Faith No More, il terzo estratto dall'album Angel Dust nel 1992.

## Tracce
CD singolo (Regno Unito) - CD1
1. Everything's Ruined – 4:34
2. Edge of the World (Live) – 5:02
3. RV (Live) – 3:53

CD singolo (Regno Unito) - CD2
1. Everything's Ruined – 4:34
2. Midlife Crisis (Live) – 3:34
3. Land of Sunshine (Live) – 3:37

CD singolo (Australia)
1. Everything's Ruined – 4:34
2. Easy (Live) – 3:08
3. RV (Live) – 3:53

7" (Regno Unito)
- Lato A

1. Everything's Ruined – 4:34

- Lato B

1. Midlife Crisis (Live) – 3:34

## Classifiche
| Classifica (1992) | Posizione massima |
| ----------------- | ----------------- |
| Regno Unito       | 28                |